# Marco Giusti
Marco Giusti (Grosseto, 24 dicembre 1953) è un critico cinematografico, saggista, autore televisivo e regista italiano.

## Biografia
Trasferitosi da bambino a Genova con la famiglia, intraprese la carriera di giornalista cinematografico. Entrato in Rai nel 1985, ha realizzato diversi programmi televisivi, tra cui Blob, Blobcartoon, Cocktail d'amore, Fuori orario, La situazione comica, Carosello (nella riedizione del 1997), Scirocco, Orgoglio coatto, Fenomeni, Matinée, Soirée, Stracult e Base Luna. Nel 1974 è tra i fondatori della rivista Il Falcone Maltese assieme a Teo Mora ed Enrico Ghezzi. 
Nel 1996 interrompe la propria collaborazione con Ghezzi; inizia ad organizzare eventi come la mostra su Carosello per la Triennale di Milano e, nel 2004, la retrospettiva Italian kings of the B's - Storia segreta del cinema italiano per la Mostra del cinema di Venezia, per la quale nel 2007 segue anche la rassegna sul western all'italiana e nel 2010 la retrospettiva La situazione comica. È membro del comitato scientifico che assegna il Premio "Pino Pascali".
Tra i numerosi saggi da lui scritti si ricordano quelli dedicati alla storia di Carosello e le biografie di Moana Pozzi, Stanlio e Ollio, Roberto Benigni, Franco e Ciccio e Totò. Collabora da molti anni con L'Espresso e Il manifesto.
Dal 2011, è autore di una rubrica settimanale di cinema su Dagospia, nella quale recensisce un film di ultima uscita, con uno stile pungente e non allineato col giornalismo della carta stampata. 
Ha rilevato che i film d'autore e di genere italiani spesso mancano di idee sceniche e di un linguaggio cinematografico proprio, così come di una comunicazione efficace e di una distribuzione commerciale adeguata all'ambizione di conquistare tutto il pubblico italiano e di esportare in tutto il mondo. Nel 2025 è presente, nel ruolo di se stesso, nel docufilm sulla storia della commedia italiana, Il bar del cult, per la regia di Mirko Zullo.

## Vita privata
Ha sposato Alessandra Mammì, critica cinematografica de L'Espresso e figlia dell'ex ministro Oscar Mammì.

## Opere
- Laurel & Hardy, Firenze, La Nuova Italia, 1978;  Milano, Il Castoro, 1997. ISBN 88-8033-087-X.
- Kim Arcalli. Montare il cinema, a cura di e con Enrico Ghezzi, Venezia, Marsilio, 1980.
- Mel Brooks, Firenze, La Nuova Italia, 1981.
- Billy Billie. Tutti i film di Billy Wilder, a cura di e con Enrico Ghezzi, Montepulciano, Editori del Grifo, 1981. ISBN 88-85282-00-8.
- Genova in celluloide. Luoghi, protagonisti, storie. Genova, Parco dell'Acquasola, 11 luglio-10 agosto 1983, a cura di e con Claudio Bertieri, Ester De Miro e Marco Salotti, Genova, Comune di Genova, 1983.
- Il libro di Blob, a cura di Vladimir Fava, Torino, Nuova ERI, 1993. ISBN 88-397-0753-0.
- Dizionario dei cartoni animali, Milano, Vallardi, 1993. ISBN 88-11-95503-3.
- Bossoli. [Il Blob della Lega], Roma-Napoli, Theoria, 1993. ISBN 88-241-0338-3.
- Ambra, con Alberto Piccinini, Torino, Nuova ERI, 1994. ISBN 88-397-0902-9.
- Il blobbista Marco Giusti presenta: Buon compleanno cinema. 1895-1995. Cent'anni di cinema, Bologna, Comix, 1995. ISBN 88-7686-618-3.
- Prima e dopo la rivoluzione: Brasile anni '60, dal cinema novo al cinema marginal, con Marco Melani, Torino, Lindau, 1995. ISBN 88-7180-140-7.
- Il grande libro di Carosello. E adesso tutti a nanna..., Milano, Sperling & Kupfer, 1995. ISBN 88-200-2080-7.
- Carosello. Non è vero che tutto fa brodo. 1957-1977, a cura di e con Paola Ambrosino e Dario Cimorelli, Cinisello Balsamo, Silvana, 1996. ISBN 88-8215-008-9.
- Dizionario dei film italiani Stracult, Milano, Sperling & Kupfer, 1999. ISBN 88-200-2919-7; Milano, Frassinelli, 2004. ISBN 88-7684-813-4.
- Fatti coatti (o quasi), con Carlo Verdone, Milano, Mondadori, 1999. ISBN 88-04-43799-5.
- Moana, Milano, Mondadori, 2004. ISBN 88-04-53306-4.
- Dalla supercazzola al cane di Mustafà, Milano, Frassinelli, 2005. ISBN 88-7684-874-6.
- Il meglio di 90º minuto, Milano, Mondadori, 2006. ISBN 88-04-55935-7.
- Dizionario del western all'Italiana, Milano, Oscar Mondadori, 2007. ISBN 978-88-04-57277-0.
- 007 all'italiana. Dizionario del cinema spionistico italiano con tutte le locandine più belle,  Milano, Isbn, 2010. ISBN 978-88-7638-187-4.
- Il grande libro di Ercole. Il cinema mitologico in Italia, con Steve Della Casa, Roma, Sabinae, 2013. ISBN 978-88-98623-05-1.
- Vedo... l'ammazzo e torno. Diario critico semiserio del cinema e dell'Italia di oggi, Milano, Isbn, 2013. ISBN 978-88-7638-499-8.
- La montagna dei polpettini, Milano, Salani, 2014. ISBN 978-88-6715-481-4.
- Gotico italiano. Il cinema orrorifico. 1956-1979, con Steve Della Casa, Roma, Centro Sperimentale di Cinematografia, 2014.
- Dizionario STRACULT della Commedia Sexy, Milano, Bloodbuster edizioni, 2019. ISBN 978-88-94338-53-9.
- Polidor e Polidor, Bologna, Cineteca di Bologna, 2019. ISBN 978-88-99196-71-4.
- Tutti i film di Franco e Ciccio, Milano, Bloodbuster edizioni, 2024. ISBN 978-88-94764-82-6

## Programmi TV
- Pascali (TV, 1995)
- Almanacco delle profezie (TV, 1997-1998)
- Coatto come Mario Brega (TV, 1999)
- Il caso Piotta (TV, 2000)
- Il mambo del Giubileo (video, 2000)
- Totò 2001 (cm, video, 2000)
- Il maresciallo Spacca (cm, video, 2000, co-regia Manetti Bros.)
- Stracult (Rai 2, 2000-2020)
- Antonelli Ennio? Campa (TV, 2001)
- Bella ciao - Genoa Social Forum - Un altro mondo è possibile (TV, 2001)
- Garrincha (TV, 2001)
- Troppo Giusti (Rai 2)
- Avanti un altro! (Canale 5, dal 2021) – ospite